# Contessa Entellina Grecanico
Il Contessa Entellina Grecanico è un vino DOC la cui produzione è consentita nel comune di Contessa Entellina nella città metropolitana di Palermo.

## Vitigni con cui è consentito produrlo
- Grecanico minimo 85%
- Altri vitigni a bacca bianca, raccomandati e/o autorizzati per la città metropolitana di Palermo, da soli o congiuntamente sino ad un massimo del 15%.

## Caratteristiche organolettiche
- colore: giallo paglierino più o meno intenso, talvolta con riflessi verdolini;
- profumo: delicato, caratteristico;
- sapore: secco, fresco;

## Produzione
Provincia, stagione, volume in ettolitri
- nessun dato disponibile